# Бато муш
Krstarenje Senom na Bato mušu.
Бато муш (фр. Bateaux Mouches) су отворени излетнички чамци који посетиоцима Париза, који пружају поглед на град са реке Сене. Они такође раде на париским каналима као што је канал Сен-Мартен који је делимично подземни.
Термин је регистровани заштитни знак Compagnie des Bateaux Mouches, најпознатијег оператера чамаца у Паризу, коју је основао Жан Бруел (1917–2003); међутим, ова фраза, због успеха компаније, се генерално користи за све такве чамце који раде на реци унутар града. Bateaux Mouches се дословно преводи као "чамци за летење"; међутим, назив је настао зато што су се првобитно производили у бродоградилиштима која се налазе у области Лиона.

## Историја
Реч bateau-mouche потиче од La Mouche, што је крајем 19. века било име области јужно од Лиона, на левој обали Роне. У La Mouche-у је 1860. године основано бродоградилиште, а чамци који су тамо изграђени звали су се Mouche 1, Mouche 2, Mouche 3, Les Mouches користили су се за превоз робе и путника на разним рекама и каналима у региону Лиона. Од децембра 1862. до 1913. године, „ Compagnie des Bateaux Mouches“ управљала је линијом за превоз путника са пет бродова.